# L'anello di Siva
L'anello di Siva è un film muto italiano del 1914 diretto da Augusto Genina.